# Ministri della difesa della Bulgaria
I ministri della difesa della Bulgaria dal 1879 ad oggi sono i seguenti.

## Lista

### Principato di Bulgaria (1879-1908)
| Ministro     | Ministro         | Ministro                                    | Partito                                       | Governo                      | Mandato           | Mandato           |
| Ministro     | Ministro         | Ministro                                    | Partito                                       | Governo                      | Inizio            | Fine              |
| ------------ | ---------------- | ------------------------------------------- | --------------------------------------------- | ---------------------------- | ----------------- | ----------------- |
| Guerra       |                  |                                             |                                               |                              |                   |                   |
|              |                  | Pjotăr Parensov (1843-1914)                 | Indipendente                                  | Burmov                       | 17 luglio 1879    | 6 dicembre 1879   |
| Drumev I     | 6 dicembre 1879  | Pjotăr Parensov (1843-1914)                 | Indipendente                                  | 3 aprile 1880                |                   |                   |
| Drumev I     |                  |                                             | Pavel Adamovič Pleve (ad interim) (1850-1918) | Indipendente                 | 3 aprile 1880     | 7 aprile 1880     |
| Cankov I     | 7 aprile 1880    | 15 aprile 1880                              | Pavel Adamovič Pleve (ad interim) (1850-1918) | Indipendente                 |                   |                   |
| Cankov I     |                  |                                             | Aleksandăr Timler (ad interim) (1835-1896)    | Indipendente                 | 15 aprile 1880    | 16 aprile 1880    |
| Cankov I     |                  |                                             | Johan Casimir Ehrnrooth (1833-1913)           | Indipendente                 | 16 aprile 1880    | 10 dicembre 1880  |
| Karavelov I  | 10 dicembre 1880 | 9 maggio 1881                               | Johan Casimir Ehrnrooth (1833-1913)           | Indipendente                 |                   |                   |
| Ehrnrooth    | 9 maggio 1881    | 13 luglio 1881                              | Johan Casimir Ehrnrooth (1833-1913)           | Indipendente                 |                   |                   |
|              |                  | Vladimir Krilov (1830-1888)                 | Indipendente                                  | Sesto governo della Bulgaria | 13 luglio 1881    | 27 aprile 1882    |
|              |                  | Ivan Lesovoj (ad interim) (1835-1918)       | Indipendente                                  | Sesto governo della Bulgaria | 27 aprile 1882    | 3 luglio 1882     |
|              |                  | Aleksandr Vasil'evič Kaul'bars (1844-1925)  | Indipendente                                  | Sesto governo della Bulgaria | 3 luglio 1882     | 6 luglio 1882     |
| Sobolev      | 6 luglio 1882    | Aleksandr Vasil'evič Kaul'bars (1844-1925)  | Indipendente                                  | 19 settembre 1883            |                   |                   |
|              |                  | Aleksandǎr Rediger (ad interim) (1853-1920) | Indipendente                                  | Cankov II                    | 19 settembre 1883 | 26 ottobre 1883   |
|              |                  | Viktor Kotelʹnikov (ad interim) (?-?)       | Indipendente                                  | Cankov II                    | 26 ottobre 1883   | 14 gennaio 1884   |
| Cankov III   | 14 gennaio 1884  | Viktor Kotelʹnikov (ad interim) (?-?)       | Indipendente                                  | 11 febbraio 1984             |                   |                   |
| Cankov III   |                  |                                             | Mikhail Kantakuzin (1840-1891)                | Indipendente                 | 11 febbraio 1984  | 11 luglio 1984    |
| Karavelov II | 11 luglio 1984   | 4 febbraio 1885                             | Mikhail Kantakuzin (1840-1891)                | Indipendente                 |                   |                   |
| Karavelov II |                  |                                             | Ivan Vejmarn (ad interim) (1852-1915)         | Indipendente                 | 4 febbraio 1885   | 22 aprile 1885    |
| Karavelov II |                  |                                             | Mikhail Kantakuzin (1840-1891)                | Indipendente                 | 22 aprile 1885    | 22 settembre 1885 |
| Karavelov II |                  |                                             | Konstantin Nikiforov (1856-1891)              | Indipendente                 | 22 settembre 1885 | 21 agosto 1886    |
| Drumev II    | 21 agosto 1886   | 24 agosto 1886                              | Konstantin Nikiforov (1856-1891)              | Indipendente                 |                   |                   |
|              |                  | Olimpij Panov (1852-1887)                   | Indipendente                                  | Karavelov III                | 24 agosto 1886    | 28 agosto 1886    |
|              |                  | Danail Nikolaev (1852-1942)                 | Indipendente                                  | Radoslavov I                 | 28 agosto 1886    | 12 luglio 1887    |
|              |                  | Račo Petrov (1861-1942)                     | Indipendente                                  | Stoilov I                    | 12 luglio 1887    | 1º settembre 1887 |
|              |                  | Sava Mutkurov (1852-1891)                   | Indipendente                                  | Stambolov                    | 1º settembre 1887 | 16 febbraio 1891  |
|              |                  | Mihail Savov (1857-1928)                    | Indipendente                                  | Stambolov                    | 16 febbraio 1891  | 27 aprile 1894    |
|              |                  | Račo Petrov (1861-1942)                     | Indipendente                                  | Stambolov                    | 27 aprile 1894    | 31 maggio 1894    |
| Stoilov II   | 31 maggio 1894   | Račo Petrov (1861-1942)                     | Indipendente                                  | 22 dicembre 1894             |                   |                   |
| Stoilov III  | 22 dicembre 1894 | Račo Petrov (1861-1942)                     | Indipendente                                  | 29 novembre 1896             |                   |                   |
| Stoilov III  |                  |                                             | Nikola Ivanov (1861-1940)                     | Indipendente                 | 29 novembre 1896  | 30 gennaio 1899   |
|              |                  | Stefan Paprikov (1858-1920)                 | Indipendente                                  | Grekov                       | 30 gennaio 1899   | 13 ottobre 1899   |
| Ivančov I    | 13 ottobre 1899  | Stefan Paprikov (1858-1920)                 | Indipendente                                  | 10 dicembre 1900             |                   |                   |
| Ivančov II   | 10 dicembre 1900 | Stefan Paprikov (1858-1920)                 | Indipendente                                  | 21 gennaio 1901              |                   |                   |
| Petrov I     | 21 gennaio 1901  | Stefan Paprikov (1858-1920)                 | Indipendente                                  | 4 marzo 1901                 |                   |                   |
| Karavelov IV | 4 marzo 1901     | Stefan Paprikov (1858-1920)                 | Indipendente                                  | 4 gennaio 1902               |                   |                   |
| Danev I      | 4 gennaio 1902   | Stefan Paprikov (1858-1920)                 | Indipendente                                  | 17 novembre 1902             |                   |                   |
| Danev II     | 17 novembre 1902 | Stefan Paprikov (1858-1920)                 | Indipendente                                  | 31 marzo 1903                |                   |                   |
|              |                  | Mihail Savov (1857-1928)                    | Indipendente                                  | Danev III                    | 31 marzo 1903     | 18 maggio 1903    |
| Petrov II    | 18 maggio 1903   | Mihail Savov (1857-1928)                    | Indipendente                                  | 4 novembre 1906              |                   |                   |
| Petkov       | 4 novembre 1906  | Mihail Savov (1857-1928)                    | Indipendente                                  | 12 marzo 1907                |                   |                   |
| Stančov      | 12 marzo 1907    | Mihail Savov (1857-1928)                    | Indipendente                                  | 16 marzo 1907                |                   |                   |
| Gudev        | 16 marzo 1907    | Mihail Savov (1857-1928)                    | Indipendente                                  | 4 giugno 1907                |                   |                   |
| Gudev        |                  |                                             | Danail Nikolaev (1852-1942)                   | Indipendente                 | 4 giugno 1907     | 29 gennaio 1908   |

### Regno di Bulgaria (1908-1946)
| Ministro        | Ministro          | Ministro                                         | Partito                          | Governo           | Mandato           | Mandato           |
| Ministro        | Ministro          | Ministro                                         | Partito                          | Governo           | Inizio            | Fine              |
| --------------- | ----------------- | ------------------------------------------------ | -------------------------------- | ----------------- | ----------------- | ----------------- |
| Guerra          |                   |                                                  |                                  |                   |                   |                   |
|                 |                   | Danail Nikolaev (1852-1942)                      | Indipendente                     | Malinov I         | 29 gennaio 1908   | 18 settembre 1910 |
| Malinov II      | 16 marzo 1907     | Danail Nikolaev (1852-1942)                      | Indipendente                     | 29 marzo 1911     |                   |                   |
|                 |                   | Nikifor Nikiforov (1858-1935)                    | Indipendente                     | Gešov             | 29 marzo 1911     | 14 giugno 1913    |
|                 |                   | Stiljan Kovačev (1854-1944)                      | Indipendente                     | Danev IV          | 14 giugno 1913    | 11 luglio 1913    |
|                 |                   | Georgi Vazov (1860-1934)                         | Indipendente                     | Danev IV          | 11 luglio 1913    | 17 luglio 1913    |
| Radoslavov II   | 17 luglio 1913    | Georgi Vazov (1860-1934)                         | Indipendente                     | 4 agosto 1913     |                   |                   |
| Radoslavov II   |                   |                                                  | Kliment Bojadžiev (1861-1932)    | Indipendente      | 4 agosto 1913     | 30 dicembre 1913  |
| Radoslavov III  | 30 dicembre 1913  | 14 settembre 1914                                | Kliment Bojadžiev (1861-1932)    | Indipendente      |                   |                   |
| Radoslavov III  |                   |                                                  | Ivan Fičev (1860-1931)           | Indipendente      | 14 settembre 1914 | 19 luglio 1915    |
| Radoslavov III  |                   |                                                  | Nikola Žekov (1865-1949)         | Indipendente      | 19 luglio 1915    | 4 ottobre 1915    |
| Radoslavov III  |                   |                                                  | Kalin Najdenov (1865-1925)       | Indipendente      | 4 ottobre 1915    | 21 giugno 1918    |
|                 |                   | Sava Savov (1865-1945)                           | Indipendente                     | Malinov III       | 21 giugno 1918    | 17 ottobre 1918   |
| Malinov IV      | 17 ottobre 1918   | Sava Savov (1865-1945)                           | Indipendente                     | 28 novembre 1918  |                   |                   |
|                 |                   | Andrej Ljapčev (1866-1933)                       | Partito Democratico              | Teodorov I        | 28 novembre 1918  | 8 maggio 1919     |
|                 |                   | Mihail Madžarov (1854-1944)                      | Partito Popolare                 | Teodorov II       | 8 maggio 1919     | 6 ottobre 1919    |
|                 |                   | Aleksandăr Stambolijski (1879-1923)              | Unione Nazionale Agraria Bulgara | Stambolijski I    | 6 ottobre 1919    | 24 giugno 1921    |
|                 |                   | Aleksandăr Dimitrov (1878-1921)                  | Unione Nazionale Agraria Bulgara | Stambolijski I    | 24 giugno 1921    | 22 ottobre 1921 † |
|                 |                   | Aleksandăr Stambolijski (ad interim) (1879-1923) | Unione Nazionale Agraria Bulgara | Stambolijski I    | 22 ottobre 1921   | 9 novembre 1921   |
|                 |                   | Konstantin Tomov (1888-1935)                     | Unione Nazionale Agraria Bulgara | Stambolijski I    | 9 novembre 1921   | 9 febbraio 1923   |
|                 |                   | Aleksandăr Stambolijski (ad interim) (1879-1923) | Unione Nazionale Agraria Bulgara | Stambolijski II   | 9 febbraio 1923   | 12 marzo 1923     |
|                 |                   | Konstantin Muraviev (1893-1965)                  | Unione Nazionale Agraria Bulgara | Stambolijski II   | 12 marzo 1923     | 9 giugno 1923     |
|                 |                   | Aleksandăr Cankov (1879-1959)                    | Alleanza Popolare                | Cankov I          | 9 giugno 1923     | 10 giugno 1923    |
|                 |                   | Ivan Vǎlkov (1875-1962)                          | Indipendente                     | Cankov I          | 10 giugno 1923    | 22 settembre 1923 |
| Cankov II       | 22 settembre 1923 | Ivan Vǎlkov (1875-1962)                          | Indipendente                     | 4 gennaio 1926    |                   |                   |
| Ljapčev I       | 4 gennaio 1926    | Ivan Vǎlkov (1875-1962)                          | Indipendente                     | 12 settembre 1928 |                   |                   |
| Ljapčev II      | 12 settembre 1928 | Ivan Vǎlkov (1875-1962)                          | Indipendente                     | 11 gennaio 1929   |                   |                   |
| Ljapčev II      |                   |                                                  | Nikola Bakǎrdžiev (1881-1954)    | Indipendente      | 11 gennaio 1929   | 15 maggio 1930    |
| Ljapčev III     | 15 maggio 1930    | 31 gennaio 1931                                  | Nikola Bakǎrdžiev (1881-1954)    | Indipendente      |                   |                   |
| Ljapčev III     |                   |                                                  | Aleksandăr Kisʹov (1879-1964)    | Indipendente      | 31 gennaio 1931   | 29 giugno 1931    |
| Malinov V       | 29 giugno 1931    | 7 settembre 1931                                 | Aleksandăr Kisʹov (1879-1964)    | Indipendente      |                   |                   |
| Mušanov I       | 7 settembre 1931  | 12 ottobre 1931                                  | Aleksandăr Kisʹov (1879-1964)    | Indipendente      |                   |                   |
| Mušanov II      | 12 ottobre 1931   | 31 dicembre 1932                                 | Aleksandăr Kisʹov (1879-1964)    | Indipendente      |                   |                   |
| Mušanov III     | 31 dicembre 1932  | 9 maggio 1934                                    | Aleksandăr Kisʹov (1879-1964)    | Indipendente      |                   |                   |
| Mušanov III     |                   |                                                  | Anastas Vatev (1881-1967)        | Indipendente      | 9 maggio 1934     | 19 maggio 1934    |
|                 |                   | Penčo Zlatev (1883-1948)                         | Indipendente                     | Georgiev I        | 19 maggio 1934    | 22 gennaio 1935   |
| Zlatev          | 22 gennaio 1935   | Penčo Zlatev (1883-1948)                         | Indipendente                     | 21 aprile 1935    |                   |                   |
|                 |                   | Stefan Canev (1881-?)                            | Indipendente                     | Tošev             | 21 aprile 1935    | 23 novembre 1935  |
|                 |                   | Hristo Lukov (1887-1943)                         | Indipendente                     | Kjoseivanov I     | 23 novembre 1935  | 4 luglio 1936     |
| Kjoseivanov II  | 4 luglio 1936     | Hristo Lukov (1887-1943)                         | Indipendente                     | 24 gennaio 1938   |                   |                   |
| Kjoseivanov II  |                   |                                                  | Teodosi Daskalov (1888-1945)     | Indipendente      | 24 gennaio 1938   | 14 novembre 1938  |
| Kjoseivanov III | 14 novembre 1938  | 23 ottobre 1939                                  | Teodosi Daskalov (1888-1945)     | Indipendente      |                   |                   |
| Kjoseivanov IV  | 23 ottobre 1939   | 15 febbraio 1940                                 | Teodosi Daskalov (1888-1945)     | Indipendente      |                   |                   |
| Filov I         | 15 febbraio 1940  | 11 aprile 1942                                   | Teodosi Daskalov (1888-1945)     | Indipendente      |                   |                   |
|                 |                   | Nikola Mihov (1891-1945)                         | Indipendente                     | Filov II          | 11 aprile 1942    | 14 settembre 1943 |
|                 |                   | Rusi Rusev (1887-1945)                           | Indipendente                     | Božilov           | 14 settembre 1943 | 1º giugno 1944    |
| Bagrjanov       | 1º giugno 1944    | Rusi Rusev (1887-1945)                           | Indipendente                     | 2 settembre 1944  |                   |                   |
|                 |                   | Ivan Marinov (1896-1979)                         | Indipendente                     | Muraviev          | 2 settembre 1944  | 9 settembre 1944  |
|                 |                   | Damjan Velčev (1883-1954)                        | Zveno                            | Georgiev II       | 9 settembre 1944  | 31 marzo 1946     |
| Georgiev III    | 31 marzo 1946     | Damjan Velčev (1883-1954)                        | Zveno                            | 25 settembre 1946 |                   |                   |
| Georgiev III    |                   |                                                  | Kimon Georgiev (1882-1969)       | Zveno             | 25 settembre 1946 | 23 novembre 1946  |

### Repubblica Popolare di Bulgaria (1946-1990)
| Ministro         | Ministro         | Ministro                     | Partito                     | Governo                   | Mandato           | Mandato          |
| Ministro         | Ministro         | Ministro                     | Partito                     | Governo                   | Inizio            | Fine             |
| ---------------- | ---------------- | ---------------------------- | --------------------------- | ------------------------- | ----------------- | ---------------- |
| Guerra           |                  |                              |                             |                           |                   |                  |
|                  |                  | Georgi Damjanov (1892-1958)  | Partito Comunista Bulgaro   | Dimitrov I                | 23 novembre 1946  | 12 dicembre 1947 |
| Dimitrov II      | 12 dicembre 1947 | Georgi Damjanov (1892-1958)  | Partito Comunista Bulgaro   | 20 luglio 1949            |                   |                  |
| Kolarov I        | 20 luglio 1949   | Georgi Damjanov (1892-1958)  | Partito Comunista Bulgaro   | 20 gennaio 1950           |                   |                  |
| Kolarov II       | 20 gennaio 1950  | Georgi Damjanov (1892-1958)  | Partito Comunista Bulgaro   | 28 maggio 1950            |                   |                  |
| Kolarov II       |                  |                              | Petăr Pančevski (1902-1982) | Partito Comunista Bulgaro | 28 maggio 1950    | 20 gennaio 1954  |
| Červenkov        | 20 gennaio 1954  | 18 aprile 1956               | Petăr Pančevski (1902-1982) | Partito Comunista Bulgaro |                   |                  |
| Jugov I          | 18 aprile 1956   | 15 gennaio 1958              | Petăr Pančevski (1902-1982) | Partito Comunista Bulgaro |                   |                  |
| Jugov II         | 15 gennaio 1958  | 9 giugno 1958                | Petăr Pančevski (1902-1982) | Partito Comunista Bulgaro |                   |                  |
| Jugov II         |                  |                              | Ivan Mihajlov (1897-1982)   | Partito Comunista Bulgaro | 9 giugno 1958     | 17 marzo 1962    |
| Difesa nazionale |                  |                              |                             |                           |                   |                  |
|                  |                  | Dobri Džurov (1916-2002)     | Partito Comunista Bulgaro   | Jugov III                 | 17 marzo 1962     | 27 novembre 1962 |
| Živkov I         | 27 novembre 1962 | Dobri Džurov (1916-2002)     | Partito Comunista Bulgaro   | 12 marzo 1966             |                   |                  |
| Živkov II        | 12 marzo 1966    | Dobri Džurov (1916-2002)     | Partito Comunista Bulgaro   | 9 luglio 1971             |                   |                  |
| Todorov I        | 9 luglio 1971    | Dobri Džurov (1916-2002)     | Partito Comunista Bulgaro   | 17 giugno 1976            |                   |                  |
| Todorov II       | 17 giugno 1976   | Dobri Džurov (1916-2002)     | Partito Comunista Bulgaro   | 18 giugno 1981            |                   |                  |
| Filipov          | 18 giugno 1981   | Dobri Džurov (1916-2002)     | Partito Comunista Bulgaro   | 19 giugno 1986            |                   |                  |
| Atanasov         | 19 giugno 1986   | Dobri Džurov (1916-2002)     | Partito Comunista Bulgaro   | 8 febbraio 1990           |                   |                  |
| Lukanov I        | 8 febbraio 1990  | Dobri Džurov (1916-2002)     | Partito Comunista Bulgaro   | 5 settembre 1990          |                   |                  |
|                  |                  | Jordan Mutafčiev (1940-2015) | Partito Socialista Bulgaro  | Lukanov II                | 21 settembre 1990 | 15 novembre 1990 |

### Bulgaria|Repubblica di Bulgaria (1990-presente)
| Ministro         | Ministro          | Ministro                         | Partito                                                                      | Governo                         | Mandato          | Mandato           |
| Ministro         | Ministro          | Ministro                         | Partito                                                                      | Governo                         | Inizio           | Fine              |
| ---------------- | ----------------- | -------------------------------- | ---------------------------------------------------------------------------- | ------------------------------- | ---------------- | ----------------- |
| Difesa nazionale |                   |                                  |                                                                              |                                 |                  |                   |
|                  |                   | Jordan Mutafčiev (1940-2015)     | Partito Socialista Bulgaro (1990) Indipendente (1990-1991)                   | Lukanov II                      | 15 novembre 1990 | 22 dicembre 1990  |
|                  | Popov             | Jordan Mutafčiev (1940-2015)     | Partito Socialista Bulgaro (1990) Indipendente (1990-1991)                   | 22 dicembre 1990                | 8 novembre 1991  |                   |
| Difesa           |                   |                                  |                                                                              |                                 |                  |                   |
|                  |                   | Aleksandăr Staliyski (1925-2004) | Partito Democratico                                                          | Dimitrov                        | 8 novembre 1991  | 30 dicembre 1992  |
|                  |                   | Valentin Aleksandrov (1946-2008) | Indipendente                                                                 | Berov                           | 30 dicembre 1992 | 17 ottobre 1994   |
|                  |                   | Boiko Noev (1954)                | Indipendente                                                                 | Indžova                         | 17 ottobre 1994  | 25 gennaio 1995   |
|                  |                   | Dimităr Pavlov (1937-2019)       | Indipendente                                                                 | Videnov                         | 25 gennaio 1995  | 12 febbraio 1997  |
|                  |                   | Georgi Ananiev (1950-2021)       | Unione delle Forze Democratiche                                              | Sofijanski                      | 12 febbraio 1997 | 21 maggio 1997    |
| Kostov           | 21 maggio 1997    | Georgi Ananiev (1950-2021)       | Unione delle Forze Democratiche                                              | 21 dicembre 1999                |                  |                   |
| Kostov           |                   |                                  | Boiko Noev (1954)                                                            | Unione delle Forze Democratiche | 21 dicembre 1999 | 24 luglio 2001    |
|                  |                   | Nikolaj Svinarov (1958)          | Movimento Nazionale Simeone Secondo                                          | Sakskoburggocki                 | 24 luglio 2001   | 17 agosto 2005    |
|                  |                   | Veselin Bliznakov (1944)         | Movimento Nazionale Simeone Secondo                                          | Stanišev                        | 17 agosto 2005   | 24 aprile 2008    |
|                  |                   | Nikolaj Tsonev (1956)            | Movimento Nazionale per la Stabilità e il Progresso                          | Stanišev                        | 24 aprile 2008   | 27 luglio 2009    |
|                  |                   | Nikolaj Mladenov (1972)          | Cittadini per lo Sviluppo Europeo della Bulgaria                             | Borisov I                       | 27 luglio 2009   | 27 gennaio 2010   |
|                  |                   | Anju Angelov (1942)              | Cittadini per lo Sviluppo Europeo della Bulgaria                             | Borisov I                       | 27 gennaio 2010  | 13 marzo 2013     |
|                  |                   | Todor Tagarev (1960)             | Indipendente                                                                 | Rajkov                          | 13 marzo 2013    | 29 maggio 2013    |
|                  |                   | Angel Najdenov (1958)            | Partito Socialista Bulgaro                                                   | Orešarski                       | 29 maggio 2013   | 6 agosto 2014     |
|                  |                   | Velizar Šalamanov (1961)         | Democratici per una Bulgaria Forte                                           | Bliznaški                       | 6 agosto 2014    | 7 novembre 2014   |
|                  |                   | Nikolaj Nenčev (1966)            | Unione Nazionale Agraria Bulgara                                             | Borisov II                      | 7 novembre 2014  | 27 gennaio 2017   |
|                  |                   | Stefan Janev (1960)              | Indipendente                                                                 | Gerdžikov                       | 27 gennaio 2017  | 4 maggio 2017     |
|                  |                   | Krasimir Karakacanov (1965)      | Organizzazione Rivoluzionaria Interna Macedone - Movimento Nazionale Bulgaro | Borisov III                     | 4 maggio 2017    | 12 maggio 2021    |
|                  |                   | Georgi Panajotov (1968)          | Indipendente                                                                 | Janev I                         | 12 maggio 2021   | 16 settembre 2021 |
| Janev II         | 16 settembre 2021 | Georgi Panajotov (1968)          | Indipendente                                                                 | 13 dicembre 2021                |                  |                   |
|                  |                   | Stefan Janev (1960)              | Continuiamo il Cambiamento                                                   | Petkov                          | 13 dicembre 2021 | 1° marzo 2022     |
|                  |                   | Dragomir Zakov (1975)            | Continuiamo il Cambiamento                                                   | Petkov                          | 1° marzo 2022    | 2 agosto 2022     |
|                  |                   | Dimităr Stojanov (1968)          | Indipendente                                                                 | Donev I                         | 2 agosto 2022    | 3 febbraio 2023   |
| Donev II         | 3 febbraio 2023   | Dimităr Stojanov (1968)          | Indipendente                                                                 | 6 giugno 2023                   |                  |                   |
|                  |                   | Todor Tagarev (1960)             | Indipendente                                                                 | Denkov                          | 6 giugno 2023    | 9 aprile 2024     |
|                  |                   | Atanas Zaprjanov (1950)          | Indipendente                                                                 | Glavčev I                       | 9 aprile 2024    | 27 agosto 2024    |
| Glavčev II       | 27 agosto 2024    | Atanas Zaprjanov (1950)          | Indipendente                                                                 | 16 gennaio 2025                 |                  |                   |
| Željazkov        | 16 gennaio 2025   | Atanas Zaprjanov (1950)          | Indipendente                                                                 | in carica                       |                  |                   |